# Vanessa Simon
Vanessa Simon (Los Ángeles, California, 26 de marzo de 1977) es una actriz estadounidense, reconocida por su participación en producciones colombianas de televisión y cine desde finales de la década de 1990.

## Carrera
Vanessa, nacida en Los Ángeles, hija de padre noruego y madre colombiana, ha realizado toda su carrera como actriz en Colombia, mudándose definitivamente en 1996 al país cafetero. Tras presentarse a una audición, logró un pequeño papel en la telenovela Amor en forma, antes de lograr el reconocimiento nacional en 1998 interpretando a Maggie en la longeva serie familiar Padres e hijos. Ese mismo año interpretó el papel de Violeta Gutiérrez en La sombra del arco iris, telenovela dirigida por Mauricio Navas, además de aparecer en Hermosa niña, producción realizada por Telecolombia.
En el año 2000 integró el elenco de la telenovela Pobre Pablo, en el papel de Catalina Luzardo. Ese mismo año interpretó a Carolina Villamizar en Adónde va Soledad, bajo la dirección de Manuel Gómez Díaz. Dos años más tarde encarnó a Giovanna Alfieri en la telenovela La venganza, antes de realizar su primera aparición en el cine colombiano interpretando a Laura Arizmendi en la película El rey junto a Fernando Solórzano y Cristina Umaña.

## Filmografía

### Cine y televisión
- 2017 - The Flame (Película para TV)
- 2007 - Secretos (TV)
- 2004 - El rey
- 2002 - La Venganza (TV)
- 2000 - Adónde va Soledad (TV)
- 2000 - Pobre Pablo (TV)
- 1998 - Hermosa Niña (TV)
- 1998 - La sombra del arco iris (TV)
- 1998 - Padres e hijos (TV)
- 1998 - Amor en forma (TV)